# Зараження (фільм)
Зараження (англ. Contamination) — американський трилер 2008 року.

## Сюжет
Простий шкільний учитель Василь Тельник стає мимовільним свідком вбивства олігарха. Відмовившись давати свідчення, він автоматично перетворюється на головного підозрюваного. Щоб врятувати батька від в'язниці, дочка Ірина за порадою адвоката погоджується помістити його в психіатричну клініку. Головним лікарем клініки є знаменитий московський психіатр Дмитро Корзунов, геніальний учений, що ставить досліди над людьми, застосовуючи страшні препарати. Молода дівчина і не підозрює, якими наслідками обернеться її рішення.

## У ролях
| Актор            | Роль            |
| ---------------- | --------------- |
| Карен Блек       | Мевіс           |
| Родіон Нахапетов | Василій Тельник |
| Ксенія Буравская | Ірина           |
| Ерік Робертс     | Дмитро Корзунов |
| Ігор Арташонов   |                 |
| Андрій Смоляков  |                 |
| Ілля Блідий      |                 |
| Ігор Фокін       | дільничний      |
| Олександр Базоєв | професор        |
| Світлана Йозефій | санітарка       |
| Андрій Снєжко    | міліціонер      |
| Дмитро Орлович   | Лучкин          |